# Platycerium coronarium
Platycerium coronarium (возможное русское название: Платицериум венечный) — вид папоротников семейства Многоножковые (Polypodiaceae).
Высокодекоративный вид. Культивируется в тёплых оранжереях и комнатах.

## Название
Латинское слово coronarius означает «венечный, идущий на изготовление венка».

## Биологическое описание
Имеет два типа листьев.
Спороносные листья узкие, свисающие.
Стерильные листья охватывают субстрат и разрастаются вверх образуя короновидную полость.

## Ареал, экологические особенности
Мьянма, Таиланд, Вьетнам, Индонезия, Малайзия, Филиппины, Сингапур.
Эпифит на стволах и ветвях деревьев.

## В культуре
Посадка на блок или на прорезанный сбоку пластиковый цветочный горшок, который со временем окутывается стерильными листьями.
Освещение: яркий рассеянный свет (не менее 30 % от прямого солнечного света).
Температура: 18—24 °C.
Относительная влажность воздуха: 60—75 %.
Во избежание риска появления бактериальных и грибковых инфекций рекомендуется просушка субстрата между поливами и движение воздуха.